# Puchar Świata w Zapasach 1979
Puchar rozegrano w dniach 31 marca–1 kwietnia 1979 roku w Toledo (Stany Zjednoczone).

## Styl wolny

### Ostateczna kolejność drużynowa
| Poz. | Państwo           |
| ---- | ----------------- |
|      | ZSRR              |
|      | Stany Zjednoczone |
|      | Japonia           |
| 4.   | Kuba              |
| 5.   | Afryka            |

### Klasyfikacja indywidualna
| Waga    |                      |                    |                     | 4                   | 5                  |
| ------- | -------------------- | ------------------ | ------------------- | ------------------- | ------------------ |
| 48 kg   | Roman Dmitrijew      | Billy Rosado       | Eloy Abreu          | Mouchfa Noor El-Din | Takashi            |
| 52 kg   | Anatolij Biełogłazow | Kiyoto Shimizu     | Luis Ocaña          | Mike McArthur       | Mohamed Houshaishi |
| 57 kg   | Buzaj Ibragimow      | Jack Reinwand      | Junichi Noizumi     | Alfredo Linares     | Ali Laszkar        |
| 62 kg   | Tim Cysewski         | Tsuneo Taga        | Wilfredo Infante    | Khlaff Nasr El-Din  | ----               |
| 68 kg   | Chuck Yagla          | Mairbiek Jusupow   | Yoshitaka Hiramatsu | José Ramos          | Allali El-Akhdar   |
| 74 kg   | Leroy Kemp           | Kunihiko Kainuma   | Daniel Pozo         | Ibrahim Toughza     | ----               |
| 82 kg   | Chasan Zangijew      | Mark Lieberman     | Suehiro Fujita      | Pascual Rodriguez   | Ahmad Diop         |
| 90 kg   | Chasan Orcujew       | Ben Peterson       | Susumu Hirayama     | Pedro Nieves        | Amir Dridi         |
| 100 kg  | Iwan Jarygin         | Larry Bielenberg   | Bárbaro Morgan      | Hiroaki Yamamoto    | Ahmed Hamida       |
| +110 kg | Jimmy Jackson        | Władimir Parszukow | Luis Díaz           | Kunihisa Yamamoto   | Ali Gharbi         |

- W kategorii 62 kg i 74 kg zawodnicy ZSRR nie wzięli udziału w turnieju z powodu kontuzji[1]